# Andrei Wiktorowitsch Samkowoi
Andrei Wiktorowitsch Samkowoi (russisch Андрей Викторович Замковой; englisch Andrey Zamkovoy; * 4. Juli 1987 in Swobodny, Oblast Amur, Russische SFSR, Sowjetunion) ist ein russischer Boxer im Weltergewicht.

## Werdegang
Andrei Samkowoi gewann 2005 die Goldmedaille im Halbweltergewicht bei den Junioren-Europameisterschaften in Estland, wobei er unter anderem Alexis Vastine bezwang. Anschließend trat er erst bei den Weltmeisterschaften 2009 in Mailand wieder eindrucksvoll in Erscheinung, als er die Silbermedaille im Weltergewicht gewann. Er hatte sich dabei gegen Vincent Otieno, Jaoid Chiguer, Balázs Bácskai, William McLaughlin und Serik Säpijew durchgesetzt und verlor erst im Finale gegen Jack Culcay-Keth.
Bei den Europameisterschaften 2010 in Moskau verlor er im ersten Kampf gegen Taras Schelestjuk, erreichte aber bei den Weltmeisterschaften 2011 in Baku das Viertelfinale, nachdem er Moustapha Hima, Bjambyn Tüwschinbat und Stephen Danyo geschlagen hatte. Beim Kampf um den Einzug in die Medaillenränge verlor er knapp mit 13:13+ gegen Taras Schelestjuk.
Mit diesem Ergebnis hatte er sich jedoch für die Olympischen Spiele 2012 in London qualifiziert. Dort erreichte er mit Siegen gegen Maimatti Tusunqiong, Adam Nolan und Errol Spence das Halbfinale, wo er gegen Serik Säpijew ausschied und Bronze im Weltergewicht gewann. 2013 gewann er noch Gold bei der Sommer-Universiade und besiegte dabei auch Onur Şipal, zudem bestritt er zwei Kämpfe für das Russian Boxing Team in der World Series of Boxing.
Durch seine erfolgreiche Teilnahme beim neugegründeten Profibereich „APB“ des Amateurverbandes AIBA, bei der er unter anderem Eimantas Stanionis und Gyula Káté schlagen konnte, qualifizierte er sich für die Olympischen Spiele 2016 in Rio de Janeiro. Dort schied er im ersten Kampf gegen Rayton Okwiri aus.
Bei den Weltmeisterschaften 2019 in Jekaterinburg sicherte er sich mit einem Finalsieg gegen Pat McCormack die Goldmedaille. Zuvor hatte er Nabil Messoudi, Wyatt Sanford, Roniel Iglesias und Abylaichan Schüssipow besiegt.
Bei der europäischen Olympiaqualifikation im März 2020 in London, welche aufgrund der COVID-19-Pandemie unterbrochen und im Juni 2021 in Paris fortgesetzt wurde, besiegte er Youba Sissokho, Dionysos Pefanis, Necat Ekinci und Collazo Sotomayor, womit er sich für die Olympischen Spiele in Tokio qualifizierte. Bei den Spielen selbst besiegte er Stephen Zimba und Eskerchan Madijew, ehe er im Halbfinale gegen Roniel Iglesias ausschied und dadurch eine Bronzemedaille gewann.
Darüber hinaus ist Samkowoi russischer Meister der Jahre 2010, 2011, 2013, 2015, 2017 sowie 2018 und gewann Turniere in Russland, Deutschland, Finnland, Litauen, Serbien und Usbekistan.